# Anyós
Anyós – miasto w Andorze, w parafii La Massana. Liczy 749 mieszkańców.